# Lewis Luxton
Lewis Luxton CBE (* 12. September 1910 in Melbourne; † 9. November 1985 ebenda) war ein australischer Sportfunktionär.

## Leben
Lewis Luxton studierte an der University of Cambridge und war dort auch als Sportler aktiv. Er durfte als Angehöriger des British Commonwealth of Nations auch international für das Vereinigte Königreich antreten. 1930 nahm er als Schwimmer an den Studentenweltspielen teil. 1932 gewann er mit dem Boot von Cambridge beim Boat Race. Bei den Olympischen Spielen 1932 in Los Angeles ruderte Luxton als Schlagmann im britischen Achter. Der Achter aus den Vereinigten Staaten siegte knapp vor dem italienischen Boot. Zweieinhalb Sekunden hinter den Italienern wurden die Kanadier Dritte vor den Briten.
Nach seiner Rückkehr nach Australien arbeitete Luxton bei der Shell Oil Company in Australia, wo er zum Präsidenten aufstieg. Sein Vater Sir Harold Luxton war von 1933 bis 1951 Mitglied des IOC und hatte sich für die Vergabe der Olympischen Spiele 1956 nach Melbourne starkgemacht. Nachdem Harold Luxton 1951 aus Altersgründen aus dem IOC ausschied, übernahm Lewis Luxton sowohl den Sitz im IOC als auch den Vorsitz im Organisationskomitee für die Olympischen Spiele 1956. Nach den Spielen wurde er 1957 zum Commander des Order of the British Empire ernannt. Lewis Luxton blieb von 1951 bis 1974 IOC-Mitglied und war danach bis zu seinem Tod 1985 Ehrenmitglied. 1980 gab er im Australian Olympic Committee seine Stimme für eine Olympiateilnahme der australischen Mannschaft an den Olympischen Spielen in Moskau ab. Das Komitee beschloss die Teilnahme mit 6:5 Stimmen und damit nahm Australien nicht am Olympiaboykott zahlreicher westlich orientierter Staaten teil.
1989 wurde Lewis Luxton in die Sport Australia Hall of Fame aufgenommen.